# Carl Burgos
Carl Burgos, nato come Max Finkelstein (New York, 18 aprile 1916 – marzo 1984), è stato un fumettista statunitense. È particolarmente noto per avere realizzato la Torcia Umana, apparsa nel primo numero di Marvel Comics (ottobre 1939).

## Biografia

### Prime opere
Burgos frequentò la National Academy of Design di Manhattan, ma lasciò dopo un solo anno perché "non imparava abbastanza". Cominciò a lavorare alla Franklin Engraving Company, società che incideva le lastre per la stampa dei fumetti prodotti da Harry "A" Chesler, proprietario di uno dei primi studi che realizzava fumetti su richiesta delle varie case editrici. Nel 1938 entrò a far parte dello staff di Chesler, dove fece esperienza disegnando gli sfondi e inchiostrando le matite di altri artisti. Tra le sue prime opere vi sono la storia di sei pagine The Last Pirate pubblicata sul numero 2 di Star Comics vol. 2 (marzo 1939, Centaur Publications), Air-Sub DX, pubblicata sul numero 4 di Amazing Mystery Funnies vol. 2, n.4 (aprile 1939, Centaur Publications), Rocky Dawson e l'eroe-robot Iron Skull sul numero 5 di Amazing-Man Comics (settembre 1939, Centaur Publications).
Burgos e altri, tra cui lo scrittore-artista della Centaur Publications Bill Everett, seguirono il direttore artistico Lloyd Jacquet nella sua nuova compagnia Funnies, Inc. Anche qui producevano materiale illustrato per altre compagnie che ne facevano richiesta; Everett e Burgos lavoravano come artisti freelance.
Dopo un fallito tentativo di produrre un fumetto promozionale da distribuire gratuitamente nelle sale cinematografiche, il primo lavoro della Funnies, Inc. sarà per Martin Goodman e la sua Timely Comics, al quale fornirà il contenuto del primo numero di Marvel Comic (ottobre 1939): tra le altre storie erano incluse l'esordio della Torcia Umana (scritto e disegnato da Burgos) e di Sub-Mariner (testi e disegni di Everett). L'immagine della Torcia Umana in copertina era invece di Frank R. Paul.
L'eroe di Burgos divenne un immediato successo, tanto da diventare il protagonista di una testata omonima (iniziata nell'autunno 1940 come numero 2, seguendo la numerazione di Red Raven Comics). Creò quindi altri personaggi come White Streak per Target Comics n.1 (Novelty Press, febbraio 1940) e, sempre per la Timely, Thunderer, pubblicato su Daring Mystery Comics n. 7.
Nel 1943 Burgos partecipò alla guerra prestando inizialmente servizio nella U.S. Air Force per essere poi trasferito alla Signal Corps e quindi in una divisione di ingegneria.

### Atlas Comics e gli anni cinquanta
Terminato il conflitto, Burgos cominciò a frequentare il City College di New York per studiare pubblicità, continuando a disegnare alcune storie per la Timely, come le antologie di fumetti gialli Official True Crime Cases Comics n. 7 (autunno 1947) e Complete Mystery 3 e 4 (dicembre 1948-febbraio 1949). Inchiostrò una storia di Capitan America su Marvel Mystery Comics n. 92 (giugno 1949) e alcune storie disegnate dai colleghi Mike Sekowsky e Syd Shores con protagoniste Sun Girl e Blonde Phantom, apparse su Marvel Mystery Comics n. 89 (dicembre 1948). Burgos rallentò la sua attività fumettistica dedicandosi alla grafica pubblicitaria, ma continuando a lavorare stabilmente per il successore della Timely, la Atlas Comics principalmente come copertinista freelance per svariate pubblicazioni (dai fumetti di guerra a quelli con protagoniste "ragazze della giungla" tarzanidi sullo stile di Sheena).
Durante la metà degli anni cinquanta ci fu il tentativo da parte della Atlas Comics (ex Timely) di riportare in auge le sue vecchie star: Sub-Mariner, Capitan America e la Torcia Umana. Burgos disegnò alcune storie di quest'ultimo che vennero pubblicate sui numeri 25-28 di Young Men (febbraio-giugno 1954) oltre ad alcune copertine di quest'ultima e di Human Torch nn. 36-38 (aprile-agosto 1954); collaborò inoltre con Russ Heath ai disegni della storia The Return Of The Human Torch in Young Men n. 24. Durante gli anni cinquanta contribuì a parecchie testate della Atlas: tra le altre le umoristiche Crazy, Wild e Riot; al western Annie Oakley e alle antologie fantascientifiche/horror Astonishing, Journey Into Unknown Worlds, Strange Stories of Suspense e Strange Tales of the Unusual. L'ultima storia realizzata per la Atlas fu Dateline - Iwo Jima su Battle n. 70 (giugno 1960).

### Silver Age
Durante la metà degli anni sessanta Burgos decise di intentare causa alla Marvel Comics sostenendo di possedere i diritti per l'uso del nome e dei poteri della Torcia Umana, fonte di ispirazione per Johnny Storm dei Fantastici Quattro; tuttavia la causa portò a un nulla di fatto. In seguito Burgos collaborò con la Marvel disegnando proprio una storia della Torcia Umana moderna, pubblicata su Strange Tales n. 123 (agosto 1964), oltre a tre storie di Giant-Man pubblicate su Tales to Astonish nn. 62-64 (dicembre-febbraio 1965). Nell'ultima vignetta della storia della Torcia, Burgos ritrasse sé stesso in compagnia di Stan Lee (sebbene i due non andassero molto d'accordo), che scrisse il seguente dialogo:

Stan (referendosi alla Torcia e alla Cosa): "Ecco i più grandi uomini del mondo, Carl!

Carl: "Oh, sono solo pregiudizi, Stan!"

Nel 1966 Burgos realizzò un personaggio di nome Captain Marvel (nessuna relazione con gli omonimi della DC/Fawcett e della Marvel) per la M. F. Enterprises di Myron Fass, ma la serie ebbe breve durata; la sua ultima illustrazione pubblicata fu la copertina del quarto numero della rivista.
Dal 1971 al 1975 Burgos lavorò nella redazione della Eerie Publications di Fass, per il quale seguì le linee horror come Horror Tales, Weird, Tales from the Tomb, Tales of Voodoo, Terror Tales, Weird e Witches Tales. Lavorò anche alla Harris Publications sempre come editor, per poi trovare la morte a causa di un cancro del colon-retto.